# Claire Guttenstein
Claire Guttenstein (Saint-Josse-ten-Noode, 19 setembre de 1886 – 1948) va ser una nedadora belga que va competir a començaments del segle xx.
El 1906 es casà amb l'economista Camille Guttenstein, amb qui va tenir tres fills. Entre el 2 d'octubre de 1910 i el 29 de setembre de 1911 va posseir el rècord mundial dels 100 metres lliures amb un temps d'1:26.6. Durant aquell temps fou coneguda per guanyar a molts homes en les competicions.
El 1912 va prendre part en els Jocs Olímpics d'Estocolm, on va disputar els 100 metres lliures del programa de natació. Fou eliminada en quarts de final en finalitzar cinquena de la seva sèrie.
El 1940, amb l'ocupació alemanya de Bèlgica, va convèncer el seu marit per sortir del país. A Londres, Camille jugaria un paper important en el govern belga a l'exili.